# Filippo Reinardo di Hanau-Münzenberg
Filippo Reinardo di Hanau-Münzenberg (Rheinau, 2 agosto 1664 – Hanau, 4 ottobre 1712) fu conte di Hanau-Münzenberg.

## Biografia

### I primi anni
Filippo Reinardo era figlio del conte Giovanni Reinardo II di Hanau-Lichtenberg e di sua moglie, la contessa Contessa Palatina Anna Maddalena di Birkenfeld-Bischweiler. Quando suo padre morì nel 1666 egli venne posto sotto la tutela di sua madre e di suo zio, Cristiano II del Palatinato-Zweibrücken-Birkenfeld.
La sua formazione scolastica la coltivò assieme al fratello minore Giovanni Reinardo III prima Strasburgo, dal 1678 a Babenhausen (dove a quel tempo risiedeva la madre), per poi iniziare dal 1679 un Grand Tour nel Palatinato, in Alsazia, in Svizzera e da qui a Ginevra. Nel 1680 i due fratelli soggiornarono per un anno a Torino presso la corte dei Savoia e poi nel 1681 ripartirono alla volta di Parigi che lasciarono nel 1683 per i Paesi Bassi e l'Inghilterra. All'inizio del 1684 furono a Milano e poi a Venezia ove assistettero al famoso carnevale. Successivamente i due compirono un viaggio alla volta di Roma ove incontrarono papa Innocenzo XII e la regina Cristina di Svezia per proseguire alla volta di Napoli, Firenze, Modena, Parma e Mantova. Nel 1686 si trovarono assieme presso la corte imperiale di Vienna per poi viaggiare in Boemia ed in Sassonia.

### Il governo
Filippo Reinardo, dopo la morte dello zio Federico Casimiro, divenne conte di Hanau-Münzenberg nel 1680, all'età di 16 anni, sempre stotto tutela della madre e dello zio che si occuparono anche del fratello minore Giovanni Reinardo III che ottenne la contea di Hanau-Lichtenberg.
Il regno di Filippo Reinardo fu incentrato essenzialmente su un governo di tipo fiscale nel tentativo di risanare le casse dello stato, pesantemente danneggiate dal suo predecessore e dalla Guerra dei Trent'anni.
Filippo Reinardo dal 1692 venne anche eletto quale rettore del liceo di Hanau e nel 1704 ricevette linsegna dell'Ordine dell'Aquila Nera da parte del re Federico I di Prussia, la cui investitura ha avuto luogo a Berlino nel 1710. Nel 1711 egli accolse l'Imperatore Carlo VI ad Hanau mentre si recava a Francoforte sul Meno per la sua incoronazione.
Egli fece anche delle acquisizioni territoriali dal momento che il langravio d'Assia-Kassel si era disinteressato ai territori nell'Hanau che i predecessori di Filippo Reinardo gli avevano concesso in pagamento e come tale egli restituì al conte di Hanau-Münzenberg i territori di Schwarzenfels e Naumburg.
Filippo Reinardo, inoltre, come già aveva fatto più di 100 anni prima il suo predecessore Filippo Luigi II, egli accolse molti rifugiati provenienti da Francia, Italia e Paesi Bassi dai quali erano dovuti fuggire per contrasti religiosi soprattutto dopo la revoca dell'Editto di Nantes ad opera di Luigi XIV di Francia nel 1685 e con le persecuzioni dei valdesi in Savoia. Tale atto venne prescelto essenzialmente per rafforzare ed aumentare la posizione economica della contea.

### La presunta elevazione al rango di principe
In molti documenti anche antichi, Filippo Reinardo viene ripetutamente indicato come Furst (principe) anche se egli non ottenne mai effettivamente il rango di principe. È risaputo che nel corso del primo Settecento anche stati molto piccoli ricevettero il titolo di principati, ma questo non accadde per le contee di Hanau. Non si ha riscontro di una possibile nomina nemmeno nel Hessischen Staatsarchiv di Marburg né nell'archivio di stato di Vienna ove non risulta nemmeno il pagamento di una somma per l'ottenimento di questo titolo, il che sembra ancora più improbabile se analizziamo la situazione economica della contea in quel periodo.

### Progetti
Filippo Reinardo nel 1701 inizia la costruzione di un nuovo palazzo estivo ad ovest della città di Hanau, presso il villaggio di Kesselstadt. Il palazzo ebbe il nome di castello di Philippsruhe e venne dotato di ampie scuderie ed un grande parco. Tra gli altri edifici da lui fatti erigere si ricorda l'edificio universitario per Hanau che oggi ospita la biblioteca comunale.

### La morte
Filippo Reinardo morì il 4 ottobre 1712 al castello di Philippsruhe e venne sepolto nella chiesa di San Giovanni di Hanau in una tomba che è stata distrutta durante la seconda guerra mondiale. La sua seconda moglie, Carlotta Guglielmina, gli sopravvisse di ben 55 anni. In suo onore, il primo ministro e poeta Friedrich Christian Seifert von Edelsheim compose per lui un'ode celebrativa.
Non avendo Filippo Reinardo avuto figli che gli fossero sopravvissuti, i suoi domini alla sua morte passarono al fratello minore Giovanni Reinardo III che fino a quel tempo aveva regnato sulla sola contea di Hanau-Lichtenberg e che poté così nuovamente riunire tutti i possedimenti della casata di Hanau sotto il proprio dominio.

## Matrimonio e figli
Il 17/27 febbraio 1689, Filippo Reinardo sposò la cugina Maddalena Claudia (16 settembre 1668 - 28 novembre 1704), figlia del conte palatino Cristiano II del Palatinato-Birkenfeld (22 giugno 1637 - 26 aprile 1717). La dote portata dalla moglie fu di 18.000 fiorini. Da questo matrimonio nacquero i seguenti eredi:
- Un figlio nato morto (1691), sepolto nella cripta della chiesa di San Giovanni di Hanau
- Un figlio nato morto (1693)
- Caterina Maddalena (6/16 giugno - 9/19 dicembre 1695), sepolta nella cripta della chiesa di San Giovanni di Hanau

Dopo la morte della prima moglie, Filippo Reinardo si fidanzò con Elisabeth Louise Christine von Bechtoldsheim, nata von Mauchenheim ed era intenzionata a sposarla, ma essendo la donna di estrazione basso-nobiliare (nobiltà appartenente al cantone equestre del Medio Reno) il matrimonio venne respinto dalla famiglia e la donna venne compensata con del denaro.
Il 26 dicembre 1705 Filippo Reinardo sposò Carlotta Guglielmina (4/14 giugno 1685 - 5 aprile 1767), figlia del duca Giovanni Ernesto di Sassonia-Coburgo-Saalfeld. La sua dote fu di 18.000 fiorini. Da questo matrimonio non nacquero eredi.

## Ascendenza
|                                                 |                                         |                                            | Genitori                             |  |  | Nonni |  |  | Bisnonni                                |  |  | Trisnonni                       |  |
|                                                 |                                         |                                            |                                      |  |  |       |  |  | Johann Reinhard I von Hanau-Lichtenberg |  |  | Philipp V von Hanau-Lichtenberg |  |
|                                                 |                                         |                                            |                                      |  |  |       |  |  | Johann Reinhard I von Hanau-Lichtenberg |  |  | Philipp V von Hanau-Lichtenberg |  |
|                                                 |                                         | Ludovica Margaretha von Zweibrücken-Bitsch |                                      |  |  |       |  |  | Johann Reinhard I von Hanau-Lichtenberg |  |  |                                 |  |
| Philipp Wolfgang von Hanau-Lichtenberg          |                                         |                                            |                                      |  |  |       |  |  | Johann Reinhard I von Hanau-Lichtenberg |  |  |                                 |  |
|                                                 |                                         | Maria Elisabeth von Hohenlohe-Neuenstein   | Wolfgang II von Hohenlohe-Neuenstein |  |  |       |  |  |                                         |  |  |                                 |  |
|                                                 |                                         | Maria Elisabeth von Hohenlohe-Neuenstein   | Wolfgang II von Hohenlohe-Neuenstein |  |  |       |  |  |                                         |  |  |                                 |  |
|                                                 |                                         | Maria Elisabeth von Hohenlohe-Neuenstein   | Magdalena von Nassau-Dillenburg      |  |  |       |  |  |                                         |  |  |                                 |  |
| Johann Reinhard II von Hanau-Lichtenberg        |                                         | Maria Elisabeth von Hohenlohe-Neuenstein   |                                      |  |  |       |  |  |                                         |  |  |                                 |  |
|                                                 |                                         | Ludwig Eberhard von Öttingen               | Gottfried von Öttingen               |  |  |       |  |  |                                         |  |  |                                 |  |
|                                                 |                                         | Ludwig Eberhard von Öttingen               | Gottfried von Öttingen               |  |  |       |  |  |                                         |  |  |                                 |  |
|                                                 |                                         | Ludwig Eberhard von Öttingen               | Johanna zu Hohenlohe-Waldenburg      |  |  |       |  |  |                                         |  |  |                                 |  |
| Johanna von Öttingen                            |                                         | Ludwig Eberhard von Öttingen               |                                      |  |  |       |  |  |                                         |  |  |                                 |  |
|                                                 |                                         | Margherita von Erbach-Breuberg             | Georg III von Erbach-Breuberg        |  |  |       |  |  |                                         |  |  |                                 |  |
|                                                 |                                         | Margherita von Erbach-Breuberg             | Georg III von Erbach-Breuberg        |  |  |       |  |  |                                         |  |  |                                 |  |
|                                                 |                                         | Margherita von Erbach-Breuberg             | Anna zu Solms-Laubach                |  |  |       |  |  |                                         |  |  |                                 |  |
| Philipp Reinhard von Hanau-Münzenberg           |                                         | Margherita von Erbach-Breuberg             |                                      |  |  |       |  |  |                                         |  |  |                                 |  |
|                                                 | Karl I von Pfalz-Zweibrücken-Birkenfeld | Wolfgang von Pfalz-Zweibrücken             |                                      |  |  |       |  |  |                                         |  |  |                                 |  |
|                                                 | Karl I von Pfalz-Zweibrücken-Birkenfeld | Wolfgang von Pfalz-Zweibrücken             |                                      |  |  |       |  |  |                                         |  |  |                                 |  |
|                                                 | Karl I von Pfalz-Zweibrücken-Birkenfeld | Anna von Hessen                            |                                      |  |  |       |  |  |                                         |  |  |                                 |  |
| Christian I von Pfalz-Birkenfeld-Bischweiler    | Karl I von Pfalz-Zweibrücken-Birkenfeld |                                            |                                      |  |  |       |  |  |                                         |  |  |                                 |  |
|                                                 |                                         | Dorothea von Brunswick-Lüneburg            | Wilhelm von Braunschweig-Lüneburg    |  |  |       |  |  |                                         |  |  |                                 |  |
|                                                 |                                         | Dorothea von Brunswick-Lüneburg            | Wilhelm von Braunschweig-Lüneburg    |  |  |       |  |  |                                         |  |  |                                 |  |
|                                                 |                                         | Dorothea von Brunswick-Lüneburg            | Dorothea af Danmark                  |  |  |       |  |  |                                         |  |  |                                 |  |
| Anna Magdalena von Pfalz-Birkenfeld-Bischweiler |                                         | Dorothea von Brunswick-Lüneburg            |                                      |  |  |       |  |  |                                         |  |  |                                 |  |
|                                                 |                                         | Johann II von Pfalz-Zweibrücken            | Johann I von Pfalz-Zweibrücken       |  |  |       |  |  |                                         |  |  |                                 |  |
|                                                 |                                         | Johann II von Pfalz-Zweibrücken            | Johann I von Pfalz-Zweibrücken       |  |  |       |  |  |                                         |  |  |                                 |  |
|                                                 |                                         | Johann II von Pfalz-Zweibrücken            | Magdalena von Jülich-Kleve-Berg      |  |  |       |  |  |                                         |  |  |                                 |  |
| Magdalena Katharina von Pfalz-Zweibrücken       |                                         | Johann II von Pfalz-Zweibrücken            |                                      |  |  |       |  |  |                                         |  |  |                                 |  |
|                                                 |                                         | Catherine de Rohan                         | René II de Rohan                     |  |  |       |  |  |                                         |  |  |                                 |  |
|                                                 |                                         | Catherine de Rohan                         | René II de Rohan                     |  |  |       |  |  |                                         |  |  |                                 |  |
|                                                 |                                         | Catherine de Rohan                         | Catherine de Parthenay               |  |  |       |  |  |                                         |  |  |                                 |  |
|                                                 |                                         | Catherine de Rohan                         |                                      |  |  |       |  |  |                                         |  |  |                                 |  |